# 升平镇 (德钦县)
升平镇，是中华人民共和国云南省迪庆藏族自治州德钦县下辖的一个乡镇级行政单位。

## 词源
“升平”为“德钦”（安乐太平）藏语的义译，清光绪三年（1877年），地方官阿墩子弹压委员夏瑚调离德钦时，立《德钦碑》，碑上取此镇汉名为“升平镇”。

## 行政区划
升平镇下辖以下地区：
阿墩子社区、墩和社区、巨水村和阿东村。